# Naufragio del Hableány
El Hableány era un crucero fluvial (es decir, que navegaba por un río) de 27 metros de largo operado por la cubierta Panorama en el río Danubio en Budapest, Hungría. Tenía dos pavimentos y una capacidad de 45 personas cuando operaba como buque de turismo. El 29 de mayo de 2019, el barco viajaba en el Danubio en Budapest, con 35 personas a bordo, cuando chocó con otro crucero mucho más grande (el buque Viking Sigyn, de 135 metros de largo), bajo el puente Margaret, cerca del edificio del Parlamento de Hungría.
Todos los turistas a bordo eran de Corea del Sur, la mayoría estaba participando en una excursión planeada por la empresa Very Good Tour, incluido un niño. Hasta ahora, 27 personas han sido declaradas muertas y otras 3 turistas todavía están desaparecidas. El nivel del agua en el río había aumentado debido a fuertes lluvias recientes. Siete supervivientes fueron rescatados, varios de ellos fueron encontrados aguas abajo, incluyendo uno en el Puente Petőfi a unos 3,2 kilómetros al sur de la colisión.
Tras el incidente, la policía comenzó a investigar las circunstancias del incidente en el marco del proceso penal, amenazando el transporte por vía acuática con la sospechosación de un desastre masivo mortal de un crimen contra un culpable desconocido. Las autoridades involucraron a expertos en el procedimiento.
La policía húngara también lanzó una investigación criminal sobre la colisión. El capitán del Viking Sigyn, un ucraniano de 64 años, fue entrevistado y luego atrapado al día siguiente por sospechas de haber causado un accidente masivo durante la operación de un barco. Sin embargo, el 11 de junio de 2019, fue liberado bajo fianza de 15 millones de forintes (unos 47.000 euros), con sus abogados negando que él fuera culpable de cualquier irregularidad.
El 31 de mayo, el Ministerio del Interior anunció que los intentos de levantar y recuperar el Hableány durante los dos primeros días no habían sido exitosos y que buscaba nuevas maneras de registrar la cubierta inferior para los pasajeros presos. 
Una semana después del accidente, la embajada húngara en Seúl anunció que familiares de las víctimas y miembros de las autoridades coreanas podrían viajar gratuitamente entre Seúl y Budapest, en cooperación con LOT Polish Airlines.
El 20 de junio de 2019 se inició una nueva investigación sobre el fracaso de la policía húngara en ignorar el abandono y los primeros auxilios. Con un nuevo desarrollo, también se informó de que el capitán no detectó la colisión sobre la base de los testimonios de los pasajeros del buque-hotel, porque en el momento del accidente hizo un selfie con uno de los pasajeros del Viking Sigyn.